# Иванов, Николай Иванович (металлург)
Николай Иванович Иванов (16 декабря 1924 — 19 марта 2010) — советский российский учёный и педагог. Профессор, доктор технических наук. Специалист в области металлургии. Ректор Магнитогорского горно-металлургического института в 1968—1976 годах.

## Биография
Родился 16 декабря 1924 в селе Николаевка Чистопольского кантона Татарской АССР. Вскоре родители перебрались жить в Уфу.
В 1944 году окончил среднюю школу. Работать начал в 1941 году строителем и токарем — по мобилизации военного комиссариата всех старшеклассников городских школ.
В 1945—1950 годах учился в Московском институте стали и сплавов (МИСиС), одновременно освоив две специальности: «металлургия стали» и «литейное производство». По окончании института был направлен на строительство Цимлянского гидроузла Волгодонстроя, работал в литейном цехе.
С 1952 года — в очной аспирантуре МИСиСа, которую окончил защитой кандидатской диссертации на тему металлургических печей.
С 1955 года работал в Магнитогорском горно-металлургическом институте (МГМИ, ныне Магнитогорский государственный технический университет, МГТУ) ассистентом, с 1958 года — доцентом кафедры металлургии стали. В 1964—1996 годах — заведующий кафедрой металлургических печей (ныне — кафедра теплотехнических и энергетических систем).
В 1956—1967 годах — декан вечернего, заместитель декана и декан металлургического факультетов, проректор по учебной работе. Ректор МГМИ в 1968—1976 годах. В 1968 году защитил докторскую диссертацию на тему «Исследование большегрузных (200—900 т) мартеновских печей с целью повышения производительности и управляемости».
С 1996 года — профессор кафедры теплотехнических и энергетических систем.
Автор свыше 70 изобретений, имеет 12 патентов Российской Федерации и более 50 авторских свидетельств, в том числе на плазмокислородные агрегаты для производства стали, чугуна, стекла, на способы производства металлов и огнеупорных материалов и др.
Автор более 370 научных трудов, в том числе четырёх монографий.
Занимался научной деятельностью вплоть до своей кончины, последовавшей 19 марта 2010 года. Похоронен на Правобережном кладбище Магнитогорска.
Занимался яхтенным спортом, активно способствовал его развитию в Магнитогорске. В 2017 году в городе была проведена парусная регата его памяти.

### Сочинения
- Применение кислорода в мартеновских печах. — М., 1961.
- Эксплуатация и наладка металлургических печей. — М.—Свердловск, 1968. (В соавторстве).
- Автоматизированная плазменная печь для производства металлов из низкосортных руд //Автоматизированный печной агрегат — основа энергосберегающих технологий. — М., 2000. (В соавторстве).

### Награды
Награжден орденами «Знак Почёта» (1952) и Октябрьской революции (1972), медалями «За трудовую доблесть» и «За доблестный труд. В ознаменование 100-летия со дня рождения В. И. Ленина». Заслуженный деятель науки и техники Российской Федерации (1996).